# Barranc de les Codines
El barranc de les Codines és un barranc del Montsià, que desemboca a la Séquia de les Foies.